# 布拉奥霍斯德梅迪纳
布拉奥霍斯德梅迪纳，是西班牙卡斯蒂利亚-莱昂巴利亚多利德省的一个市镇。总面积27平方公里，总人口170人（2001年），人口密度6人/平方公里。